# أناستازيا رومانوفنا
أناستازيا رومانوفنا هي متزحلقة روسية، ولدت في 11 أكتوبر 1993 في Tumanny ‏ في روسيا.